# Equatoria Occidentale
L'Equatoria Occidentale (in arabo ﻏﺮﺐ الاستوائية‎?, Gharb al-Istiwāʾiyya) è uno dei dieci stati del Sudan del Sud. La capitale è Yambio.
Copre una superficie di 79.343 km² e nel 2010 aveva una popolazione di 658.863 abitanti.

## Suddivisioni amministrative
Lo stato è suddiviso in 10 contee:
- Yambio;
- Nzara;
- Ibba;
- Ezo
- Maridi Est;
- Tambora;
- Mundri Ovest;
- Mvolo;
- Najero;
- Mundri.